# Trần Trinh Huy
Trần Trinh Huy (1900 – 1974) hay còn gọi là Ba Huy, là một công tử ăn chơi nổi tiếng ở Sài Gòn và Nam Kỳ những năm 1930, 1940. Mức độ tiêu xài hoang phí của ông khiến ông nổi tiếng với danh hiệu Công tử Bạc Liêu.

## Tiểu sử

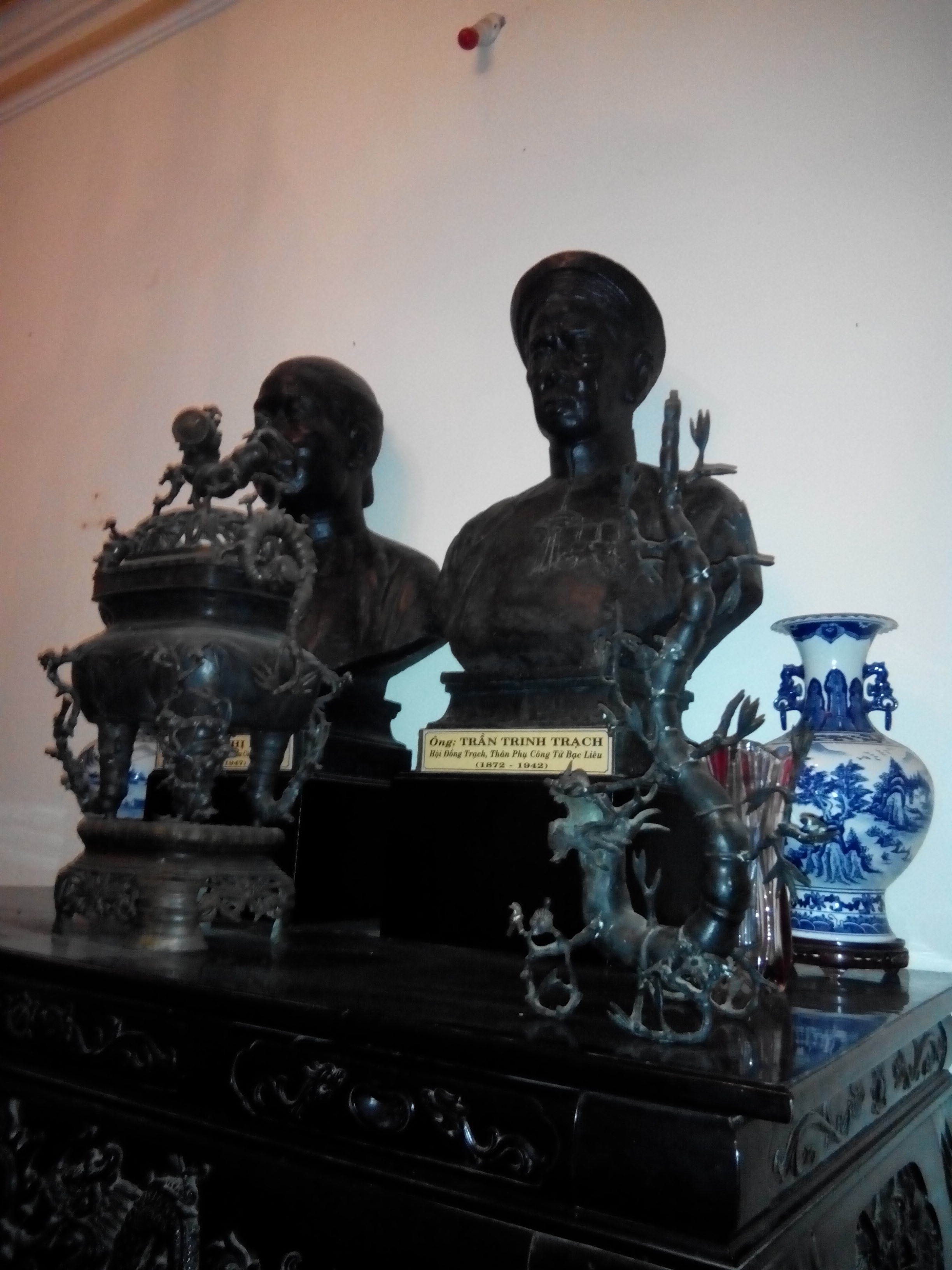
Tượng cha và mẹ của Trần Trinh Huy

Trần Trinh Huy, tên thật là Trần Trinh Quy sinh ngày 22 tháng 6 năm 1900, nhưng do cho rằng cái tên "Quy" không sang trọng nên ông đổi lại thành "Huy". Ngoài tên Công tử Bạc Liêu, Trần Trinh Huy còn mang nhiều tên khác như Ba Huy, Hội đồng Ba (cách gọi của tá điền, sự thật thì Ba Huy không là thành viên trong hội đồng nào), Hắc công tử (do nước da ngăm đen và để phân biệt với Bạch công tử). Trần Trinh Huy là con trai ông Trần Trinh Trạch, tức Hội đồng Trạch và bà Phan Thị Muồi, con gái bá hộ Phan Văn Bì, người có đất ruộng nhiều nhất trong tỉnh Bạc Liêu, người ta tặng cho ông Bá hộ là "Vua lúa gạo Nam Kỳ. Thời đó, thực dân Pháp đã ổn định về tổ chức của vùng đất thuộc địa Nam Kỳ. Ông Trạch từ việc được nhà vợ chia cho ruộng đất, về sau ông cho vay nặng lãi để cầm cố đất của những công tử nhà giàu ham chơi cờ bạc, ông cũng có quan hệ thân thiết với thực dân Pháp nên được ưu tiên mua nhiều ruộng đất tốt, gia sản ông Trạch vì thế ngày một phình to. Thời đó dân gian đã có câu "Nhất Sỹ, Nhì Phương, Tam Xường, Tứ Trạch" để chỉ 4 vị đại điền chủ giàu có nhất vùng đất Nam Kỳ.
Cậu Ba Huy lớn lên đã nổi tiếng khắp Nam Kỳ là một tay chơi có hạng. Trong số các vị công tử phong lưu nổi danh xứ Nam Kỳ, không ai đủ sức xài tiền như cậu Ba Huy. Thành ngữ "công tử Bạc Liêu" cũng hình thành từ lúc ấy và sau này còn được dùng để nói chung cho những công tử ăn chơi có hạng ở xứ Nam Kỳ.
Theo phong trào khi ấy, các đại điền chủ, hào phú quyền quý khắp Nam Kỳ thường cho con lên Sài Gòn học ở các trường Pháp, thậm chí du học bên Pháp. Và Ba Huy được ông Trạch cho du học tại Paris, Pháp. Trong thời gian ở Pháp, ông kết hôn với người vợ đầu tiên là một phụ nữ người Pháp. Về nước ông cưới một người vợ ở Bạc Liêu là Ngô Thị Đen. Bà này ở với Ba Huy sinh được người con gái là cô Hai Lưỡng. Sau cô Hai Lưỡng qua Pháp sống. Từ năm 1945, Ba Huy lên Sài Gòn ở hẳn. Ông lấy thêm một bà nữa (bà Nguyễn Thị Hai) và sinh được 3 người con: Thảo, Nhơn, và Đức.
Ngoài tính tình ăn chơi xa xỉ, ông còn nổi tiếng với việc có rất nhiều nhân tình và nhiều con với các nhân tình. Vì các nhân tình đều không phải vợ chính thức của Ba Huy nên con cái của họ đều không được họ Trần Trinh công nhận.

## Những giai thoại

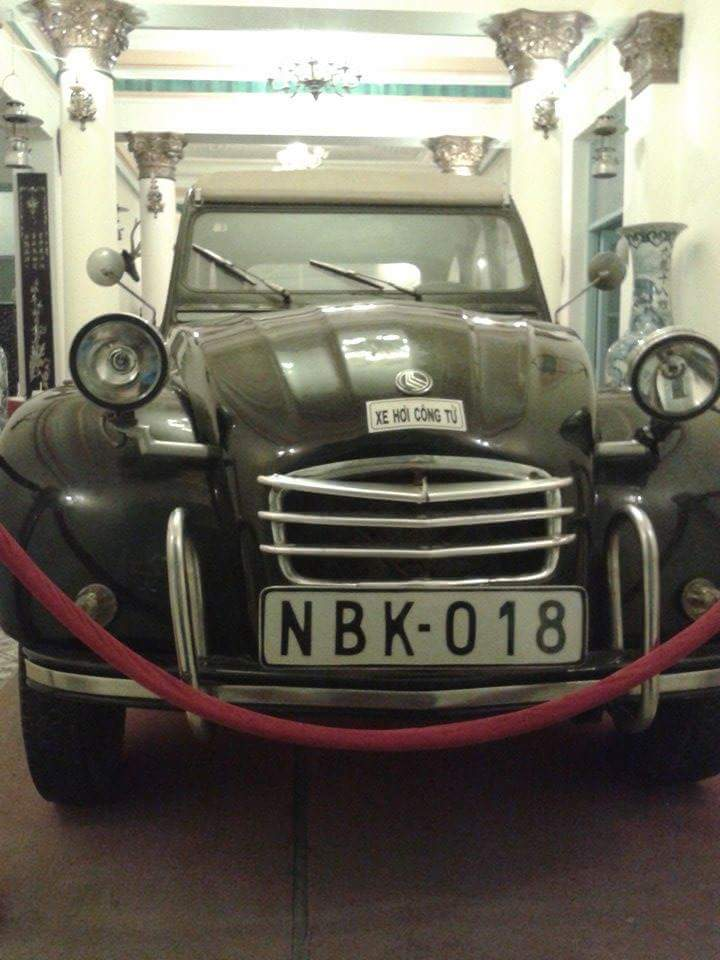
Xe hơi của Ba Huy

### Thú mê võ
Công tử Bạc Liêu rất mê nghề võ. Vào nửa đầu thế kỷ 20, học võ là một cái mốt với nhận thức: Học võ để nâng cao cái khí phách thượng võ của kẻ anh hào. Ba Huy không học võ Tây hay võ Ta mà học võ Xiêm. Ông ta đã cất công qua Xiêm mướn một ông thầy thượng hạng về dạy cho mình và Tám Bò, là em út của ông ta. Tuy nhiên sau này, ông không giỏi về võ nghệ.

### Người Việt đầu tiên có máy bay riêng
Một sự kiện chấn động cả nước khi đó là Ba Huy đi thăm ruộng bằng máy bay. Và lúc ấy cả Việt Nam cũng chỉ có 2 chiếc là của Công tử Bạc Liêu và của vua Bảo Đại. Nếu không tính Vua Bảo Đại được trang bị máy bay riêng từ tiền ngân khố quốc gia lúc ấy, thì Công tử Bạc Liêu Trần Trinh Huy là người Việt Nam đầu tiên có máy bay riêng. Một lần bay qua thăm điền Rạch Giá, Công tử Bạc Liêu hứng chí tranh lái với phi công Pháp, bay ra biển Hà Tiên chơi, cứ bay mải miết cho đến khi kim báo xăng không còn nhiên liệu, buộc lòng Ba Huy phải đáp khẩn cấp. Xuống đất, Ba Huy hoảng hốt biết mình đã bay lọt sang tận nước Xiêm. Trần Trinh Huy bị Nhà nước Xiêm bắt giữ và phạt 200 ngàn giạ lúa. Ông Hội đồng Trạch phải chở một đoàn ghe chở lúa thật dài qua tận Xiêm để chuộc con trai về. Ông là người Việt Nam đầu tiên sở hữu máy bay tư nhân và sân bay tư nhân.

### Thú vui di chuyển
Ba Huy sinh hoạt cực kỳ sang trọng và xa hoa. Ra đường là đóng bộ suit may đo, thứ hàng đắt tiền nhất thời đó. Thói quen của Ba Huy là ăn sáng kiểu Tây, trưa ăn cơm Tàu, chiều ăn cơm Tây. Mỗi lần từ Bạc Liêu đi Sài Gòn là ông ta ngồi trên chiếc xe cáu cạnh, có tài xế lái. Khi lên Sài Gòn ít khi Công tử Bạc Liêu ở ngôi biệt thự của Trần gia mà vào một trong những khách sạn nổi tiếng sang trọng ở Sài Gòn. Có khi hứng chí đi dạo mát Ba Huy thuê cả chục chiếc xe kéo, ông ta ngồi một chiếc, những chiếc còn lại chở những món đồ như nón, kính, gậy...
Công tử Bạc Liêu là một người luôn xê dịch và rất ham vui, những cuộc ăn chơi nổ trời diễn ra, Trần Trinh Huy lặn ngụp trong những bàn tiệc với rượu sâm banh. Mỗi chủ nhật ông đều đi nghỉ cuối tuần ở Vũng Tàu, Đà Lạt hoặc về Cần Thơ. Ba Huy cũng là một kẻ mê cờ bạc, có những khi ông đánh một cây bài 30.000 đồng, trong khi lúa chỉ 1,7 đồng một giạ, lương của Thống đốc Nam Kỳ chưa tới 3.000 đồng một tháng.

### Giao tranh Hắc – Bạch công tử
Bạch công tử là Lê Công Phước hay còn gọi là George Phước, con trai của Đốc phủ Lê Công Sủng, người ở làng Điều Hòa, tỉnh Mỹ Tho. Phước cũng là một tay chơi nổi tiếng khi đó, da trắng nên được gọi Bạch công tử để phân biệt với Ba Huy. George Phước say mê cải lương, từng qua Pháp học về sân khấu. Về nước Phước cùng một người khác bỏ tiền lập hai gánh hát Phước Chương và Huỳnh Kỳ nổi tiếng với cô đào chánh đệ nhất tài sắc đương thời là cô Bảy Phùng Há và một cô đào tài sắc khác là Năm Phỉ. Cùng nổi tiếng ăn chơi, Bạch công tử và Hắc công tử trở thành kỳ phùng địch thủ.
Tác giả Nguyễn Thiện viết:
| “ | "Đang lúc cô Ba Trà, một người con gái có sắc đẹp làm xao xuyến tâm hồn Bạch công tử, thua bài sạch túi, ông trưởng giả lớn tuổi chưa kịp cung phụng tiền bạc tiếp để vừa lòng mỹ nhân, Bạch Công tử lù lù lái xe lại nhà cô Ba Trà, rủ xuống Cần Thơ ăn cá cháy và đánh bài gỡ bạc. Hai người vừa xuống đến quán Bungalows ở Cần Thơ, máy xe chưa nguội thì chiếc Sport tám máy của Hắc Công Tử cũng vừa tới, thắng cái két. Cả hai lâm vào cảnh khó xử, việc chiếm được mỹ nhân chỉ còn cậy vào tài chinh phục của bản thân mình. Cả ba cùng đưa nhau vào khách sạn. Bạch Công tử lột chiếc cà rá hột xoàn trị giá 3.000 đồng vào thời đó để trên bàn trước khi vào phòng tắm. Lúc trở ra, thấy cô Ba Trà đeo thử nó trên tay, Bạch Công tử liền lên tiếng tặng luôn. Sau đó Hắc Công tử đã mua tặng cô Ba Trà một chiếc nhẫn trị giá gấp đôi..." | ” |

### Đốt tiền nấu đậu xanh
Có nhiều giai thoại kể về cuộc thi đốt tiền nấu đậu xanh giữa Hắc Công Tử và Bạch Công Tử. Chuyện kể hai người thi nhau đốt tiền để nấu chín một kg đậu xanh, ai nấu chín trước thì thắng. Không rõ hai người đã đốt bao nhiêu nhưng kết quả Bạch Công Tử thắng. Nhưng về sau này, ông Trần Trinh Đức (con trai của Công Tử Bạc Liêu) đã phủ nhận điều này. Ông nói "Sau này ba tôi nói lại rằng chuyện chơi ngông thì ba tôi có lúc cũng chơi ngông để cho thiên hạ chú ý tới mình, nhưng ba tôi là người có ăn học, biết chơi ngông tới đâu thì dừng lại, chứ đâu phải bị khùng đâu mà đem tiền ra để đốt."

## Gia sản suy sụp và qua đời
Khi ông Trạch mất tại Sài Gòn năm 1942, tài sản được chia cho các con trai của ông, nhưng ông Ba Huy không có tài làm ăn như cha mà chỉ quen tiêu pha nên gia sản cứ hao hụt dần. Trong thập niên 1960, hai cuộc cải cách điền địa của Việt Nam Cộng hòa với chủ trương thu đất của đại địa chủ cũng khiến hầu hết ruộng đất của gia đình này bị mất đi. Không còn hoa lợi từ ruộng đất, không biết chuyển hướng kinh doanh sang các lĩnh vực khác như Công nghiệp – Dịch vụ, lại quen tiêu xài phung phí nên gia sản của Ba Huy hao hụt nhanh chóng.
Sau khi đến sống tại Sài Gòn, khoảng năm 1968, Ba Huy dọn về căn nhà phố đường Nguyễn Du. Mỗi sáng đứng trên lầu nhìn xuống, ông thấy một cô gái gánh nước đi qua đẹp quá. Hỏi thăm thì được biết cô gái đó là con ông già làm nghề sửa xe đạp. Ba Huy đến nhà ông già xin "đổi" căn nhà đó lấy cô gái. Ông già và cô gái sau khi bàn bạc đồng ý. Và đó là người vợ cuối cùng của Ba Huy, kém ông đến 50 tuổi. Bà sống chung thủy với ông đến ngày ông qua đời. Họ có 3 con trai và một con gái tên Hoàn, Toàn, Trinh và Nữ. Cuộc đời Trần Trinh Huy đến khi mất đã có tổng cộng 5 người vợ.
Trần Trinh Huy mất vào tháng 1 năm 1974 ở Sài Gòn và được đưa về an táng trong phần mộ gia đình tại ấp Cái Dầy, xã Châu Hưng, huyện Vĩnh Lợi, tỉnh Bạc Liêu. Ba Huy mất sau khi hoang phí gần hết gia sản, chỉ để lại cho các con mấy căn phố lầu. Đến lượt các con ông cũng giống như cha, không có tài kinh doanh mà lại tiêu xài phung phí, nên nhà cửa cứ bán dần.
Đến cuối những năm 1970, anh em trong nhà thống nhất bán căn nhà cuối cùng ở đường Nhất Linh (được 28 cây vàng) và chia mỗi người một phần, mỗi người tự tìm đường mưu sinh riêng. Một người con trai của ông Huy là ông Trần Trinh Đức nhớ lại: sau khi được kế thừa một phần tài sản của cha, cuộc sống gia đình ông Đức cũng rất khá giả, có thời gian còn mở cả nhà hàng, nhưng rồi đứa con gái duy nhất của ông sa vào bài bạc và mắc nợ, khiến ông phá sản. Ông Đức phải trôi dạt lên Sài Gòn và sau khi cô con gái lớn của ông bị lừa tình và mắc nợ, bị bệnh tâm thần phân liệt, phải bán nhà trả nợ, gia đình ông làm đủ thứ nghề để mưu sinh như bán giày cũ, chạy xe ôm... Tới đây thì chính thức kết thúc sự giàu có kéo dài chưa tới 3 đời của dòng tộc hội đồng Trần Trinh Trạch. Năm 2009, gia đình ông được sự giúp đỡ của các mạnh thường quân đã trở về Bạc Liêu sinh sống.
Số mệnh giàu sang và suy tàn của dòng tộc hội đồng Trần Trinh Trạch giống như câu chuyện về triết lý "Có vay có trả" của Luật Nhân – Quả: ông Trạch phất lên nhờ gia sản của cha vợ và việc cho dân cờ bạc vay nặng lãi, nhưng đời con cháu ông thì gia sản lại lụn bại cũng vì tiêu xài phung phí và ham mê cờ bạc.

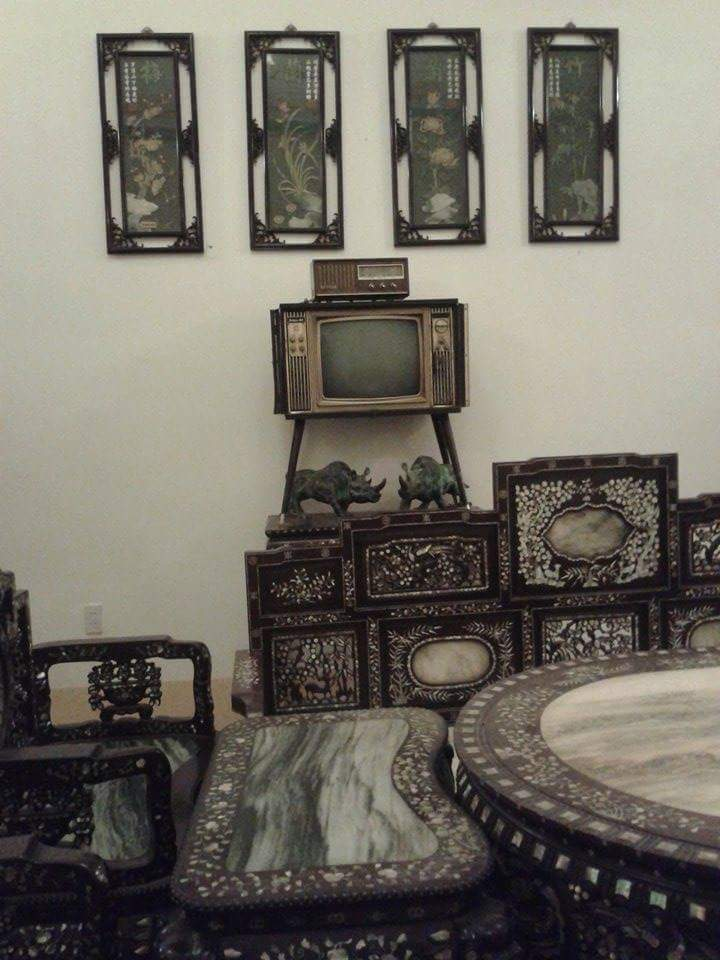
Nội thất trong nhà Công Tử Bạc Liêu.

## Dấu tích "Công tử Bạc Liêu" ngày nay

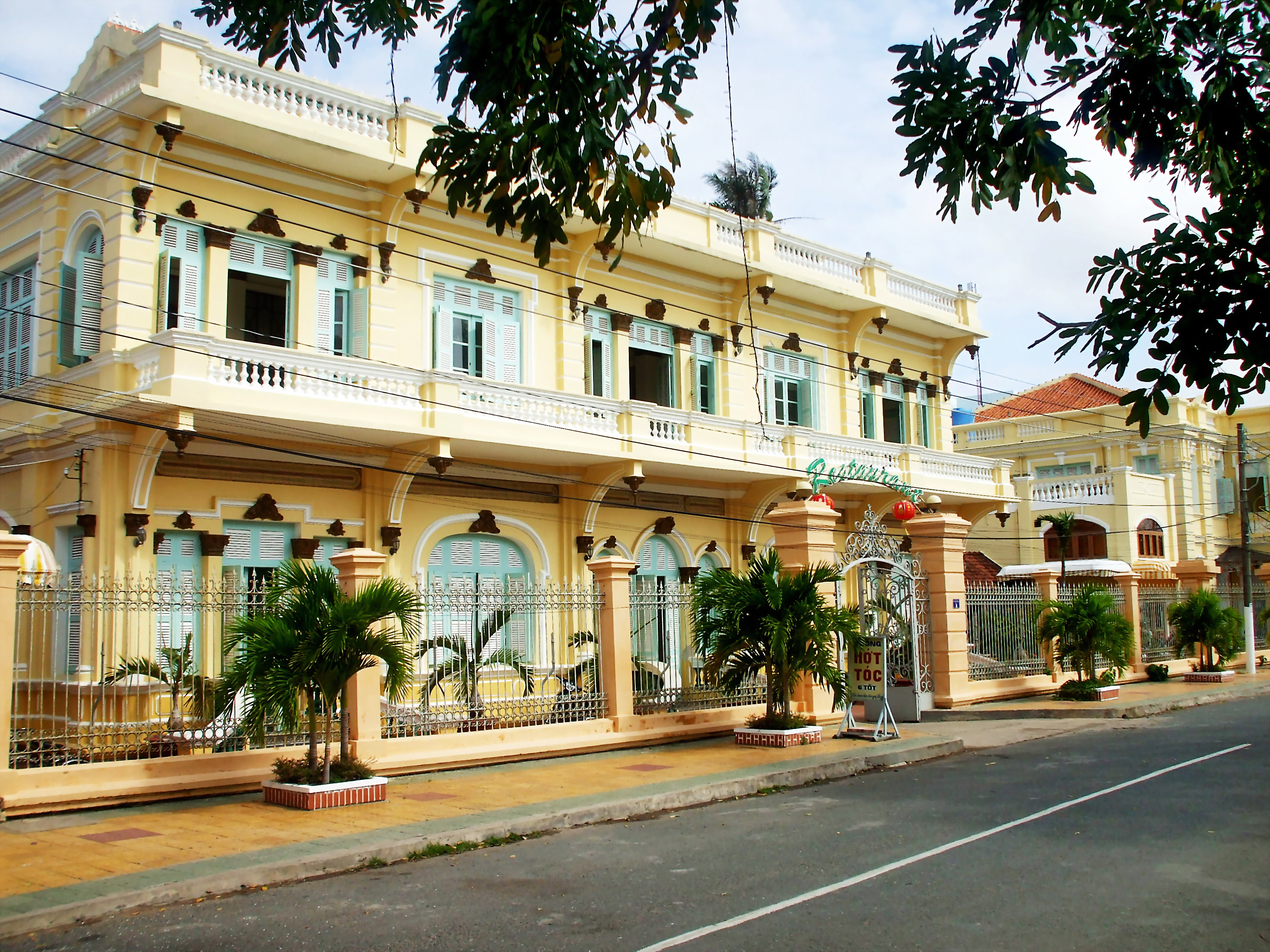
Khách sạn Công Tử Bạc Liêu.

Ngày nay, Công tử Bạc Liêu trở thành một thương hiệu du lịch hấp dẫn của tỉnh Bạc Liêu. Tòa biệt thự của Ba Huy khi xưa nay trở thành Khách sạn Công tử Bạc Liêu.
Ngôi biệt thự của công tử Bạc Liêu được xây dựng từ năm 1919, do kỹ sư người Pháp thiết kế. Để đảm bảo độ bền và diện mạo kiến trúc, chủ nhân đã đặt hàng và cho chuyên chở toàn bộ vật liệu xây dựng như thép đúc, cửa, cẩm thạch lát nền, gạch, khung sắt trang trí từ Pháp qua. Các bù loong, ốc vít cho các chi tiết xây dựng đều được đóng dấu chìm mẫu tự P rất hoa mỹ, chứng thực sản xuất tại thủ đô Paris. Người dân Bạc Liêu gọi đây là "Nhà Lớn". Không chỉ đẹp về kiến trúc, nội thất mà nhà Hội đồng Trạch cũng qui tụ vô số đồ gỗ, sứ, đồng... quý giá. Những bảo vật đó đến nay không còn do con cháu không giữ được, do mất mát vì chiến tranh hoặc những nguyên nhân khác. Có hai món đồ quý hiện được giữ nguyên vẹn ở chùa Chén Kiểu, Sóc Trăng là chiếc giường ngủ chạm khắc tuyệt mỹ và bộ bàn ghế cũng chạm trổ công phu. Đây là hai món quà do Ba Huy hào phóng tặng nhà chùa.
Hiện nay, ngôi biệt thự đó trở thành khách sạn Công Tử Bạc Liêu (trực thuộc Văn phòng Tỉnh ủy Bạc Liêu) với 6 phòng ngủ. Trong đó 5 phòng bình thường và căn phòng Ba Huy từng ở trước đây có giá gấp đôi. "Phòng công tử" có một giường đôi, ti vi, máy lạnh, một bàn viết, một tủ áo và toilet khá rộng kế bên. Điểm độc đáo nhất của căn phòng này là chiếc máy điện thoại có từ đời Pháp thuộc đến giờ vẫn sử dụng tốt. Căn "phòng công tử" luôn đắt khách, nhất là người nước ngoài. Tuy nhiên gần đây, nhà công tử Bạc Liêu đã trở thành một điểm du lịch tham quan nổi tiếng. Cách nhà Công Tử Bạc Liêu không xa, còn có một cụm khách sạn, nhà hàng khác cũng mang tên Công Tử. Nhà Công tử Bạc Liêu hiện nay được bày biện, phục tráng gần như nguyên trạng. Tuy nhiên do qua nhiều giai đoạn lịch sử khác nhau vật dụng trong gia đình đã thất lạc rất nhiều.
Cuối năm 2004, nhà văn Phan Trung Nghĩa của báo Bạc Liêu đã cho xuất bản quyển Công tử Bạc Liêu – Sự thật và giai thoại gồm nhiều câu chuyện và tư liệu sưu tầm về Trần Trinh Huy.